# Hydroptila gandhara
Hydroptila gandhara is een schietmot uit de familie Hydroptilidae. De soort komt voor in het Oriëntaals en het Palearctisch gebied.